# Modena Football Club 1981-1982
Questa voce raccoglie le informazioni riguardanti il Modena Football Club nelle competizioni ufficiali della stagione 1981-1982.

## Stagione
Nella stagione 1981-82 il Modena ha disputato il girone A del campionato di Serie C1. Con 46 punti in classifica si è piazzato in terza posizione appaiato al L.R. Vicenza, alle spalle delle due squadre promosse in Serie B, l'Atalanta prima con 49 punti e il Monza secondo con 48 punti.

## Rosa
| N. |                   | Ruolo | Calciatore         |
| -- | ----------------- | ----- | ------------------ |
|    | Italia (bandiera) | C     | Andrea Agostinelli |
|    | Italia (bandiera) | C     | Armando Aguzzoli   |
|    | Italia (bandiera) | D     | Roberto Bombardi   |
|    | Italia (bandiera) | C     | Roberto Chierici   |
|    | Italia (bandiera) | D     | Maurizio Codogno   |
|    | Italia (bandiera) | D     | Franco Cresci      |
|    | Italia (bandiera) | D     | Fabio Francisca    |
|    | Italia (bandiera) | P     | Vincenzo Minguzzi  |
|    | Italia (bandiera) | A     | Fabio Poli         |

| N. |                   | Ruolo | Calciatore            |
| -- | ----------------- | ----- | --------------------- |
|    | Italia (bandiera) | A     | Mauro Rabitti         |
|    | Italia (bandiera) | C     | Paolo Sacchetti       |
|    | Italia (bandiera) | C     | Mauro Sandreani       |
|    | Italia (bandiera) | D     | Alessandro Scarabelli |
|    | Italia (bandiera) | A     | Mario Scarpa          |
|    | Italia (bandiera) | C     | Antonio Tormen        |
|    | Italia (bandiera) | D     | Pier Antonio Torroni  |
|    | Italia (bandiera) | A     | Ugo Tosetto           |
|    | Italia (bandiera) | C     | Raffaello Vernacchia  |

## Risultati

### Campionato

#### Girone di andata
| 20 settembre 1981 1ª giornata | Modena | 0 – 0 | Monza |  |

| 27 settembre 1981 2ª giornata | Treviso | 0 – 0 | Modena |  |

| 4 ottobre 1981 3ª giornata | Modena | 1 – 0 | Parma |  |

| 11 ottobre 1981 4ª giornata | Rhodense | 0 – 1 | Modena |  |

| 18 ottobre 1981 5ª giornata | Modena | 2 – 2 | Lanerossi Vicenza |  |

| 25 ottobre 1981 6ª giornata | Modena | 2 – 2 | Sant'Angelo |  |

| 1º novembre 1981 7ª giornata | Piacenza | 1 – 1 | Modena |  |

| 8 novembre 1981 8ª giornata | Modena | 1 – 0 | Alessandria |  |

| 15 novembre 1981 9ª giornata | Trento | 0 – 0 | Modena |  |

| 22 novembre 1981 10ª giornata | Modena | 1 – 1 | Atalanta |  |

| 29 novembre 1981 11ª giornata | Forlì | 2 – 3 | Modena |  |

| 6 dicembre 1981 12ª giornata | Modena | 3 – 1 | Empoli |  |

| 13 dicembre 1981 13ª giornata | Mantova | 0 – 0 | Modena |  |

| 20 dicembre 1981 14ª giornata | Modena | 3 – 1 | Triestina |  |

| 3 gennaio 1982 15ª giornata | Fano | 0 – 0 | Modena |  |

| 10 gennaio 1982 16ª giornata | Modena | 3 – 0 | Sanremese |  |

| 17 gennaio 1982 17ª giornata | Padova | 0 – 0 | Modena |  |

#### Girone di ritorno
| 24 gennaio 1982 18ª giornata | Monza | 0 – 0 | Modena |  |

| 31 gennaio 1982 19ª giornata | Modena | 2 – 1 | Treviso |  |

| 7 febbraio 1982 20ª giornata | Parma | 1 – 1 | Modena |  |

| 14 febbraio 1982 21ª giornata | Modena | 3 – 0 | Rhodense |  |

| 21 febbraio 1982 22ª giornata | Lanerossi Vicenza | 0 – 0 | Modena |  |

| 28 febbraio 1982 23ª giornata | Sant'Angelo | 0 – 0 | Modena |  |

| 7 marzo 1982 24ª giornata | Modena | 1 – 1 | Piacenza |  |

| 21 marzo 1982 25ª giornata | Alessandria | 1 – 2 | Modena |  |

| 28 marzo 1982 26ª giornata | Modena | 1 – 0 | Trento |  |

| 4 aprile 1982 27ª giornata | Atalanta | 1 – 1 | Modena |  |

| 18 aprile 1982 28ª giornata | Modena | 1 – 0 | Forlì |  |

| 25 aprile 1982 29ª giornata | Empoli | 1 – 0 | Modena |  |

| 2 maggio 1982 30ª giornata | Modena | 1 – 0 | Mantova |  |

| 9 maggio 1982 31ª giornata | Triestina | 4 – 2 | Modena |  |

| 16 maggio 1982 32ª giornata | Modena | 3 – 0 | Fano |  |

| 23 maggio 1982 33ª giornata | Sanremese | 2 – 1 | Modena |  |

| 30 maggio 1982 34ª giornata | Modena | 2 – 0 | Padova |  |